# Latinisation en Union soviétique

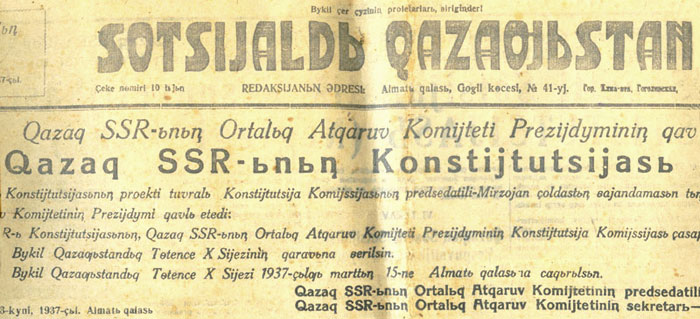
Un journal kazakh en écriture latine publié en 1937 à Alma-Ata (RSS kazakhe).

La latinisation en Union soviétique (russe : латиниза́ция, latinizatsia) est une campagne de création de nouveaux alphabets et de remplacement des alphabets existants pour les langues des peuples de l'URSS par des alphabets latins modifiés dans les années 1920 et 1930, dans le but d'éliminer l'analphabétisme parmi la population dans le cadre de la politique d'indigénisation.

## Histoire

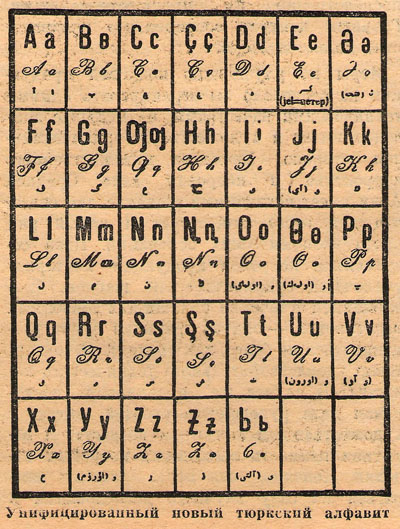
Nouvel alphabet turc unifié.

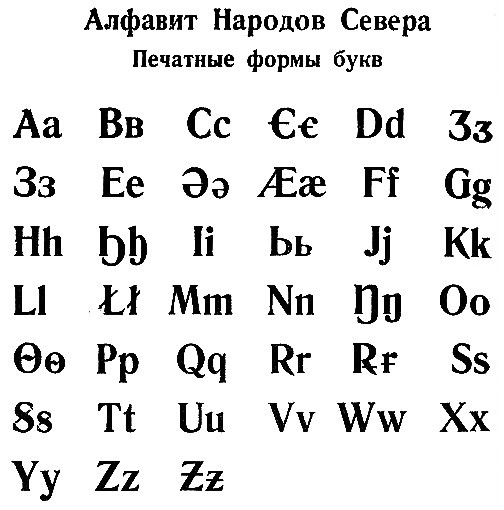
Projet d'alphabet nordique unifié, spécialement créé pour les différents peuples du Nord, de la Sibérie et de l'Extrême-Orient.

La latinisation s'amorce tout d'abord en Asie centrale, où les langues locales, principalement turciques, s'écrivent alors au moyen de l'alphabet arabe. Les premières tentatives de remplacement de cet alphabet arabe par l'alphabet latin ont lieu en 1921 en Azerbaïdjan et dans le Caucase du Nord (Ingouchie, Ossétie du Nord et Kabardie). Le premier congrès turcologique, qui se tient à Bakou en mars 1926, voit des représentants des peuples turcs, avec la participation d'intellectuels turcophones de Leningrad et de Moscou, décider d'étendre l'expérience de latinisation de l'Azerbaïdjan à d'autres républiques et régions autonomes de l'URSS : le Comité central fédéral du nouvel alphabet turc (en russe : Всесоюзный центральный комитет нового тюркского алфавита) est créé pour mettre en œuvre cette résolution. La première assemblée plénière du Comité, tenue à Bakou en 1927, entérine l'adoption d'un nouvel alphabet turc unifié de 34 lettres, le yanalif, avec des caractères supplémentaires introduits selon les besoins pour certaines langues.
À la fin des années 1930, la plupart des langues de l'URSS sont ainsi codifiées en alphabet latin.
Les alphabets des langues suivantes ont été latinisés ou directement créés en latin :
- Abaza (1932)
- Abkhaze (1924)
- Adyguéen (1926)
- Altaï (1929)
- Assyrien (1930)
- Avar (1928)
- Azéri (1922)
- Bachkir (1927)
- Baloutchi (1933)
- Bouriate (1929)
- Carélien (1931)
- Chinois (1931)
- Chor (1931)
- Dargwa (1928)
- Dialecte juif-tadjik des langues juives-iraniennes (Buhori) (1929)
- Doungane (1928)
- Evenki (1931)
- Évène (1931)
- Iakoute (1920/1929)
- Ingouche (1923)
- Ingrien (1932)
- Itelmène (1931)
- Juhuri (1929)
- Kabarde (1923)
- Kalmouke (1930)
- Karaïm (1928)
- Karakalpak (1928)
- Karatchaï balkar (1924)
- Kazakh (1928)
- Kete (1931)
- Khakasse (1929)
- Khanty (1931)
- Kirghiz (1928)
- Komi (1932)
- Komi-permiak (1932)
- Koriake (1931)
- Koumyk (1927)
- Krymtchak (1928)
- Kurde (1929)
- Lak (1928)
- Laze (1930)
- Lezghien (1928)
- Mansi (1931)
- Moldave (1932)
- Nanaï (1931)
- Nénètse (1931)
- Nivkhe (1931)
- Nogaï (1928)
- Ossète (1923)
- Oudihé (1931)
- Oudi (1934)
- Ouïghour (1928)
- Ouzbek (1927)
- Persan (1930)
- Qumanda (1932)
- Same de Kildin (1931)
- Selkoupe (1931)
- Shughni (1932)
- Tabassaran (1932)
- Tadjik (1928)
- Talysh (1929)
- Tat (1933)
- Tatar (1928)
- Tatar de Crimée (1927)
- Tchétchène (1925)
- Tchouktche (1931)
- Turkmène (1927)
- Tsakhour (1934)
- Vepse (1932)
- Yupik (1931)

Des systèmes latins ont aussi été rédigés et approuvés pour les langues suivantes, sans avoir été mis en œuvre :
- Dialecte de Mednyi de la langue des Aléoutes
- Arabe
- Coréen
- Oudmourte

Des projets de latinisation ont été développés pour tous les autres alphabets des peuples de l'URSS.
Le 8 août 1929, un décret du Comité exécutif central et du Conseil des commissaires du peuple de l'URSS, intitulé « Sur le nouvel alphabet latinisé des peuples à l'écriture arabe de l'URSS », officialise la transition vers l'alphabet latin dans la presse écrite, les maisons d'édition et les établissements scolaires des zones utilisant auparavant l'alphabet arabe. Une nouvelle phase du processus s'ouvre en 1930, avec la latinisation des langues d'autres régions de l'URSS.
Au total, entre 1923 et 1939, des alphabets latinisés sont créés pour 50 langues (sur les 72 langues écrites que comptait l'URSS) : le processus concerne jusqu'au iakoute et au komi, qui s'écrivaient jusqu'ici dans un alphabet cyrillique développé par des missionnaires orthodoxes. Néanmoins, les langues mari, mordve et oudmourte conservent leur alphabet cyrillique, même pendant la période de latinisation maximale.
La latinisation prend brutalement fin en 1936 avec la décision des autorités soviétiques de transcrire toutes les langues des peuples de l'URSS en cyrillique, objectif pleinement atteint en 1940. Les seules exceptions sont les langues allemande, géorgienne, arménienne et yiddish, qui restent hors de la circulation des langues courantes en URSS (les trois dernières n'ayant d'ailleurs jamais été latinisées). Par la suite, dans les territoires envahis par l'URSS, les langues à écriture latine — à savoir le polonais, le finnois, le letton, l'estonien et le lituanien — conservent également leur alphabet, bien que certaines d'entre elles aient fait l'objet de tentatives de cyrillisation à la fin du XIXe siècle et au début du XXe siècle.